# Maren Morris
Maren Larae Morris (sinh ngày 10 tháng 4 năm 1990) là một ca sĩ nhạc đồng quê, người viết bài hát và nhà sản xuất thu âm người Mỹ. Cô đã phát hành được bốn album phòng thu. Đĩa mở rộng năm 2015 của cô, Maren Morris, đã lọt vào hai bảng xếp hạng của Billboard. Album đầu tiên của cô với một hãng đĩa lớn, Hero, đã đạt vị trí thứ năm trên bảng xếp hạng Billboard 200 và thứ nhất trên bảng xếp hạng Top Country Albums.
Đĩa đơn đầu tay của cô, "My Church", đạt cao nhất ở vị trí thứ nhất trên bảng xếp hạng Country Digital Songs vào năm 2016 và leo lên top 5 trên bảng xếp hạng Hot Country Songs của Hoa Kỳ. Cô là người thể hiện giọng ca cho "The Middle", một bài hát pop hợp tác với Zedd và Grey, được phát hành vào tháng 1 năm 2018, đạt vị trí thứ 5 trên bảng xếp hạng Billboard Hot 100.

## Sự nghiệp

### 1990–2015: Sự nghiệp ban đầu
Morris sinh tại Arlington, Texas, là con của Greg và Kellie Morris. Cô có một người em gái tên là Karsen. Khi còn nhỏ, cô dành nhiều thời gian ở tiệm tóc của bố mẹ mình. Vào năm 12 tuổi, bố mua cho cô một cây đàn guitar và cô đã yêu thích nó. Sự nghiệp thu âm nhạc của cô bắt đầu vào năm 2005, với album phòng thu đầu tay Walk On được phát hành vào ngày 14 tháng 6 năm 2005 bởi Mozzi Blozzi Music. Album tiếp theo của cô, All That it Takes, được phát hành vào ngày 22 tháng 10 năm 2007 bởi Smith Entertainment. Album thứ ba Live Wire được phát hành năm 2011 bởi Mozzi Blozzi Music. Album đầu tiên của cô cho một hãng thu lớn, Hero được phát hành với đánh giá tốt vào năm 2016. Maren đã dành vài năm ở Nashville sáng tác các bài hát cho các nghệ sĩ khác, bao gồm có "Last Turn Home" trong album năm 2014 của Tim McGraw là Sundown Heaven Town, và "Second Wind", được thể hiện bởi Kelly Clarkson trong album năm 2015 của cô là Piece by Piece.

### 2015: EPMaren Morris
Morris ban đầu tự phát hành năm bài hát của mình dưới dạng một đĩa mở rộng mang tên chính mình, Maren Morris, trên Spotify vào tháng 8 năm 2015. Các bài hát này đã đạt được 2,5 triệu lượt stream trên Spotify trong vòng một tháng, trong đó có ba bài hát xuất hiện trên bảng xếp hạng US và Global "Viral 50" của Spotify. Thành công của EP này đã thu hút sự chú ý của các hãng thu lớn, và cô đã ký hợp đồng với Columbia Nashville vào tháng 9 năm 2015. Hãng thu đã phát hành lại EP này vào ngày 6 tháng 11 năm 2015, với đĩa đơn đầu tiên là "My Church". Sau khi được phát trên sóng phát thanh, EP này đã lọt vào hai bảng xếp hạng của Billboard—đứng ở vị trí thứ 27 trên bảng xếp hạng Country Albums và vị trí thứ nhất trên bảng xếp hạng Top Heatseekers—và đã bán được 2.400 bản trong tuần đầu ra mắt. "My Church" đạt vị trí thứ năm trên bảng xếp hạng Hot Country Songs và được chứng nhận Vàng bởi RIAA.

### 2016–nay:Hero, đột phá và hợp tác
Với thành công của "My Church", Morris phát hành album phòng thu cho hãng đĩa lớn của cô vào ngày 3 tháng 6 năm 2016, đúng vào tuần cô bắt đầu lưu diễn với Keith Urban. Album ra mắt tại vị trí cao nhất là thứ năm trên bảng xếp hạng Billboard 200, và thứ nhất trên bảng xếp hạng Top Country Albums.
Đĩa đơn đầu tay của cô từ dự án, "My Church", dành vị trí quán quân trên bảng xếp hạng Country Digital Songs vào năm 2016 và đạt top 5 trên bảng xếp hạng Hot Country Songs của Hoa Kỳ.
Hero đã giúp Maren Morris nhận được bốn đề cử Giải Grammy tại lễ trao giải Grammy lần thứ 59. Album được đề cử ở các hạng mục Album nhạc đồng quê xuất sắc nhất, "My Church" thắng ở hạng mục Trình diễn đơn ca đồng quê xuất sắc nhất và được đề cử giải Bài hát nhạc đồng quê xuất sắc nhất. Morris cũng được đề cử giải Nghệ sĩ mới xuất sắc nhất. Cô được vinh danh tại Billboard Women in Music 2016 với Giải Ngôi sao đột phá, và nhận Giải Nghệ sĩ đột phá tại Music Biz 2017.
Vào năm 2017, Morris bắt đầu chuyến lưu diễn The HERO Tour. Cô sẽ tham gia cùng với Sam Hunt trong chuyến lưu diễn 15 in a 30 Tour sau đó trong năm 2017. Vào tháng 3 năm 2017, cô hé lộ rằng một phiên bản deluxe của dự án sẽ được phát hành, với sụ xuất hiện của các bài hát "Bummin' Cigarettes," "Space" và "Company You Keep."
Sau vụ xả súng Las Vegas 2017, Morris phát hành Dear Hate, một bài hát cô đã sáng tác và thu âm với Vince Gill, quyên tặng tất cả lợi nhuận của bài hát cho quỹ Music City Cares Fund.
Cô đã đóng góp giọng hát trong bài hát "Craving You" với Thomas Rhett vào năm 2017. Morris cũng xuất hiện trong bài hát "Seeing Blind" của Niall Horan, phát hành vào tháng 10 năm 2017. Cô là người biểu diễn mở màn cho Horan trong chuyến lưu diễn Flicker World Tour năm 2018 của anh. Cô còn xuất hiện trong bài hát "The Middle" với Zedd và Grey, phát hành vào tháng 1 năm 2018. Đĩa đơn này, mang phong cách kết hợp giữa đồng quê, pop, và nhạc dance điện tử, đã đạt vị trí thứ 5 trên bảng xếp hạng Billboard Hot 100.

## Đời sống cá nhân
Vào tháng 12 năm 2015, Morris bắt đầu hẹn hò với một ca sĩ đồng quê khác là Ryan Hurd, người cô gặp lần đầu trong một lần sáng tác cùng nhau vào năm 2013. Họ đính hôn vào tháng 7 năm 2017. Cả hai kết hôn vào ngày 24 tháng 3 năm 2018 ở Nashville, Tennessee.

## Lưu diễn
Chính
- The HERO Tour (2017)[23]

Mở màn
- ripCord World Tour (2016) (mở màn cho Keith Urban)[34]
- 15 in a 30 Tour (2017) (mở màn cho Sam Hunt)[25]
- Flicker World Tour (2018) (mở màn cho Niall Horan)

## Danh sách đĩa nhạc
- Hero (2016)

## Các sáng tác
| Năm  | Tựa đề                   | Nghệ sĩ                          | Album                                      |
| ---- | ------------------------ | -------------------------------- | ------------------------------------------ |
| 2014 | "Last Turn Home"         | Tim McGraw                       | Sundown Heaven Town                        |
| 2014 | "Blind"                  | Aubrey Peeples                   | —                                          |
| 2015 | "Second Wind"            | Kelly Clarkson                   | Piece by Piece                             |
| 2015 | "Clint Eastwood"         | Jessie James Decker              | —                                          |
| 2015 | "This is Real Life"      | Connie Britton và Lennon & Maisy | The Music of Nashville: Season 3, Volume 2 |
| 2015 | "Shoot Out the Lights"   | Caitlyn Shadbolt                 | Caitlyn Shadbolt – EP                      |
| 2015 | "Wake Up When It's Over" | Clare Bowen và Sam Palladio      | —                                          |
| 2015 | "Mess Worth Making"      | Aubrey Peeples                   | —                                          |
| 2016 | "Greener Pastures"       | Brothers Osborne                 | Pawn Shop                                  |
| 2016 | "The Book"               | Aubrey Peeples                   | —                                          |
| 2016 | "Caged Bird"             | Aubrey Peeples                   | The Music of Nashville: Season 4, Volume 2 |
| 2016 | "Boomtown"               | Hayden Panettiere và Will Chase  | The Music of Nashville: Season 4, Volume 2 |
| 2016 | "Jesus or a Bullet"      | The Henningsens                  | World's On Fire                            |
| 2016 | "Your Whiskey"           | Kree Harrison                    | This Old Thing                             |
| 2017 | "Out for Love"           | Bridgit Mendler                  | —                                          |
| 2017 | "Shoot Out the Lights"   | Jessie James Decker              | Gold                                       |
| 2017 | "Too Young to Know"      | Jessie James Decker              | Gold                                       |
| 2017 | "Open All Night"         | Jessie James Decker              | Southern Girl City Lights                  |
| 2017 | "Hold a Candle"          | Jessie James Decker              | Southern Girl City Lights                  |

## Giải thưởng và đề cử
Morris đã được đề cử bốn giải Grammy tại lễ trao giải Grammy năm 2017. Cô là nghệ sĩ nhạc đồng quê được đề cử nhiều nhất: Nghệ sĩ mới xuất sắc nhất, Bài hát đồng quê xuất sắc nhất cho "My Church", Album đồng quê xuất sắc nhất cho Hero và Trình diễn đơn ca đồng quê xuất sắc nhất cho "My Church", trong đó cô đã thắng một giải.
| Năm  | Giải thưởng                     | Hạng mục                                 | Dành cho                                             | Kết quả   |
| ---- | ------------------------------- | ---------------------------------------- | ---------------------------------------------------- | --------- |
| 2016 | Giải CMA                        | Nghệ sĩ mới của năm                      | Maren Morris                                         | Đoạt giải |
| 2016 | Giải CMA                        | Ca sĩ nữ của năm                         | Maren Morris                                         | Đề cử     |
| 2016 | Giải CMA                        | Album của năm                            | Hero                                                 | Đề cử     |
| 2016 | Giải CMA                        | Bài hát của năm                          | "My Church"                                          | Đề cử     |
| 2016 | Giải CMA                        | Đĩa đơn của năm                          | "My Church"                                          | Đề cử     |
| 2016 | Giải Hiệp hội Nhạc đồng quê Anh | Bài hát quốc tế của năm                  | "My Church"                                          | Đề cử     |
| 2017 | Giải Grammy                     | Nghệ sĩ mới xuất sắc nhất                | Maren Morris                                         | Đề cử     |
| 2017 | Giải Grammy                     | Album nhạc đồng quê xuất sắc nhất        | Hero                                                 | Đề cử     |
| 2017 | Giải Grammy                     | Trình diễn đơn ca đồng quê xuất săc nhất | "My Church"                                          | Đoạt giải |
| 2017 | Giải Grammy                     | Bài hát đồng quê xuất sắc nhất           | "My Church"                                          | Đề cử     |
| 2017 | Giải thưởng âm nhạc iHeartRadio | Nghệ sĩ đồng quê mới xuất sắc nhất       | Maren Morris                                         | Đề cử     |
| 2017 | Giải ACM                        | Ca sĩ nữ mới của năm                     | Maren Morris                                         | Đoạt giải |
| 2017 | Giải ACM                        | Ca sĩ nữ của năm                         | Maren Morris                                         | Đề cử     |
| 2017 | Giải ACM                        | Album của năm                            | Hero                                                 | Đề cử     |
| 2017 | Giải ACM                        | Thu âm đĩa đơn của năm                   | "My Church"                                          | Đề cử     |
| 2017 | Radio Disney Music Awards       | Nghệ sĩ đồng quê mới xuất sắc nhất       | Maren Morris                                         | Đoạt giải |
| 2017 | Radio Disney Music Awards       | Bài hát đồng quê được yêu thích          | "80s Mercedes"                                       | Đề cử     |
| 2017 | Giải thưởng âm nhạc CMT         | Video nữ của năm                         | "80s Mercedes"                                       | Đề cử     |
| 2017 | Giải thưởng âm nhạc CMT         | Trình diễn của năm                       | "80s Mercedes" (với Alicia Keys trên CMT Crossroads) | Đề cử     |
| 2017 | Teen Choice Awards              | Bài hát đồng quê được yêu thích          | "Craving You" (với Thomas Rhett)                     | Đề cử     |
| 2017 | Giải CMA                        | Ca sĩ nữ của năm                         | Maren Morris                                         | Đề cử     |
| 2017 | Giải CMA                        | Video âm nhạc của năm                    | "Craving You" (với Thomas Rhett)                     | Đề cử     |
| 2017 | Giải CMA                        | Sự kiện âm nhạc của năm                  | "Craving You" (với Thomas Rhett)                     | Đề cử     |
| 2017 | Giải thưởng Âm nhạc Mỹ          | Nghệ sĩ đồng quê nữ được yêu thích       | Maren Morris                                         | Đề cử     |
| 2018 | Giải Grammy                     | Trình diễn đơn ca đồng quê xuất săc nhất | "I Could Use a Love Song"                            | Đề cử     |
| 2018 | Giải ACM                        | Ca sĩ nữ của năm                         | Maren Morris                                         | Đề cử     |
| 2018 | Giải ACM                        | Vocal Event of the Year                  | "Craving You" (với Thomas Rhett)                     | Đề cử     |
| 2018 | Giải ACM                        | Vocal Event of the Year                  | "Dear Hate" (hợp tác với Vince Gill)                 | Đề cử     |
| 2018 | Giải thưởng âm nhạc Billboard   | Nghệ sĩ đồng quê nữ hàng đầu             | Maren Morris                                         | Đoạt giải |

## Xuất hiện trên truyền hình
| Năm  | Series              | Vai      | Ghi chú                            | Tham khảo |
| ---- | ------------------- | -------- | ---------------------------------- | --------- |
| 2016 | Saturday Night Live | Chính cô | Nghệ sĩ khách mời                  |           |
| 2016 | CMT Crossroads      | Chính cô | (với Alicia Keys)                  |           |
| 2017 | NCIS: New Orleans   | Chính cô | Tập phim: "Pandora's Box, Part II" |           |

## THam khảo
1. ↑  Michael Bialas (ngày 3 tháng 6 năm 2016). "Hero Worship: Maren Morris Can Begin Telling Her Musical Glory Story". Huffington Post.
2. ↑  "Songwriter/Composer: MORRIS MAREN LARAE". Broadcast Music, Inc. Truy cập ngày 18 tháng 11 năm 2015.[liên kết hỏng]
3. ↑  Morris, Maren [@MarenMorris] (ngày 8 tháng 4 năm 2009). "Show tomorrow at Central Mkt (Ft. Worth), my birthday is FRIDAY (whatcha getting me? lol) show @ WOODY STOCK in Burkburnett Saturday!" (Tweet). Truy cập ngày 18 tháng 11 năm 2015 – qua Twitter.
4. ↑  Morris, Maren [@MarenMorris] (ngày 8 tháng 4 năm 2012). "I'd love a Jack Daniels endorsement for my 22nd birthday" (Tweet). Truy cập ngày 18 tháng 11 năm 2015 – qua Twitter.
5. 1 2  Caulfield, Keith (ngày 2 tháng 6 năm 2016). "Drake's 'Views' Album No. 1 for Sixth Week on Billboard 200, Paul Simon Debuts at No. 3". Billboard. Prometheus Global Media.
6. 1 2  "Maren Morris Chart History (Hot Country Songs)". Billboard. Truy cập ngày 10 tháng 10 năm 2017.
7. 1 2  "The Hot 100". Billboard. ngày 28 tháng 4 năm 2018.
8. 1 2 3 4  Dill, Jennifer (ngày 1 tháng 11 năm 2016). "Meet My Church Singer Maren Morris: From American Idol Reject to 5-Time CMA Award Nominee". E! News.
9. 1 2 3  "Maren Morris: Discography". AllMusic. Truy cập ngày 18 tháng 11 năm 2015.
10. ↑  "Sony Music Nashville | Maren Morris' Album HERO Available Today". sonymusicnashville.com. Bản gốc lưu trữ ngày 20 tháng 12 năm 2016. Truy cập ngày 6 tháng 12 năm 2016.
11. ↑  "Sundown Heaven Town". Truy cập ngày 6 tháng 6 năm 2018.
12. ↑  "Bản sao đã lưu trữ". Bản gốc lưu trữ ngày 13 tháng 10 năm 2016. Truy cập ngày 31 tháng 5 năm 2018.
13. ↑  "Maren Morris". Twitter.
14. ↑  Jessica Nicholson (ngày 10 tháng 9 năm 2015). "Sony Music Nashville Signs Singer-Songwriter Maren Morris". Music Row.
15. 1 2  Leahey, Andrew (ngày 14 tháng 3 năm 2016). "Maren Morris Plots 'Hero' Album Release". Rolling Stone. Bản gốc lưu trữ ngày 19 tháng 9 năm 2016. Truy cập ngày 31 tháng 5 năm 2018.
16. ↑  Ackley, Riley (ngày 12 tháng 11 năm 2015). "Weekly EP: country newbie sparkles". The Oswegonian. Truy cập ngày 18 tháng 11 năm 2015.
17. ↑  Kết quả tìm kiếm xếp hạng cho Maren Morris tại billboard.com/biz
18. ↑  Bjorke, Matt (ngày 16 tháng 11 năm 2015). "Top 10 Country Albums Chart: ngày 16 tháng 11 năm 2015". Roughstock. Bản gốc lưu trữ ngày 27 tháng 8 năm 2019. Truy cập ngày 31 tháng 5 năm 2018.
19. ↑  "Chứng nhận đĩa đơn   Hoa Kỳ – Maren Morris – My Church" (bằng tiếng Anh). Hiệp hội Công nghiệp Ghi âm Hoa Kỳ.
20. 1 2 3  "Grammy Awards 2017: See the Full Winners List". Billboard. Prometheus Global Media. Truy cập ngày 12 tháng 2 năm 2017.
21. ↑  "Maren Morris Honors Country Music While Accepting Breakthrough Star Award at Billboard Women in Music". Billboard. Truy cập ngày 9 tháng 2 năm 2017.
22. ↑  "Rising Country Singer/Songwriter Maren Morris to Receive Breakthrough Artist Award at Music Biz 2017 - Music Business Association". Music Business Association (bằng tiếng Anh). Truy cập ngày 9 tháng 2 năm 2017.
23. 1 2  "Maren Morris Announces Headlining Hero Tour". Rolling Stone. Bản gốc lưu trữ ngày 11 tháng 2 năm 2017. Truy cập ngày 9 tháng 2 năm 2017.
24. ↑  "Sam Hunt Announces Summer Tour, Reveals New Single". Sounds Like Nashville (bằng tiếng Anh). ngày 25 tháng 1 năm 2017. Truy cập ngày 13 tháng 3 năm 2017.[liên kết hỏng]
25. 1 2  "Sam Hunt Recruits Maren Morris, Chris Janson and More for 15 in a 30 Tour". Wide Open Country (bằng tiếng Anh). ngày 25 tháng 1 năm 2017. Truy cập ngày 9 tháng 2 năm 2017.
26. ↑  "Maren Morris To Release Expanded Version of 'HERO' Album". Sounds Like Nashville (bằng tiếng Anh). ngày 13 tháng 3 năm 2017. Bản gốc lưu trữ ngày 14 tháng 3 năm 2017. Truy cập ngày 13 tháng 3 năm 2017.
27. ↑  McKenna, Brittney. "Maren Morris' 'Dear Hate' Offers Heartfelt Response To Las Vegas Shooting". NPR.org (bằng tiếng Anh). Truy cập ngày 5 tháng 2 năm 2018.
28. ↑  Whitaker, Sterling. "Thomas Rhett and Maren Morris Are 'Craving You' on New Single". Taste of Country. Truy cập ngày 6 tháng 2 năm 2018.
29. ↑  Kaufman, Gil. "Niall Horan Landed Maren Morris For a Duet By Sending an Email". Billboard. Truy cập ngày 5 tháng 2 năm 2018.
30. ↑  Carr, Courtney. "Maren Morris Opening for Niall Horan on 2018 Flicker World Tour". The Boot. Truy cập ngày 5 tháng 2 năm 2018.
31. ↑  Sands, Nicole. "Why Zedd Chose Maren Morris for His New Song: 'If You Sing & I Want to Cry, I Know It's Perfect'". PEOPLE.com (bằng tiếng Anh). Truy cập ngày 6 tháng 2 năm 2018.
32. ↑  Petit, Stephanie. "Maren Morris Is Engaged to Ryan Hurd — See Her Ring!". People (bằng tiếng Anh). Truy cập ngày 24 tháng 3 năm 2018.
33. ↑  Pasquini, Maria. "They're Married! Maren Morris Weds Ryan Hurd in Nashville". People (bằng tiếng Anh). Truy cập ngày 24 tháng 3 năm 2018.
34. ↑  "Keith Urban Announces 2016 RipCORD World Tour". Taste of Country (bằng tiếng Anh). Truy cập ngày 9 tháng 2 năm 2017.
35. ↑  Stefano, Angela (ngày 3 tháng 11 năm 2016). "2016 CMA Awards Winners — Full List". The Boot. Truy cập ngày 29 tháng 5 năm 2017.
36. ↑  "2016 British Country Music Awards Winners". Country Routes New Blog. ngày 1 tháng 11 năm 2016. Truy cập ngày 29 tháng 5 năm 2017.
37. ↑  Vulpo, Mike (ngày 5 tháng 3 năm 2017). "iHeartRadio Music Awards 2017 Winners: The Complete List". E!. Truy cập ngày 5 tháng 3 năm 2017.
38. ↑  Hautman, Nicholas (ngày 2 tháng 4 năm 2017). "ACM Awards 2017: Complete List of Nominees and Winners". Us Weekly. Truy cập ngày 2 tháng 4 năm 2017.
39. ↑  Drysdale, Jennifer (ngày 29 tháng 4 năm 2017). "2017 Radio Disney Music Awards: The Complete Winners List". E!. Truy cập ngày 9 tháng 5 năm 2017.
40. ↑  Stefano, Angela (ngày 7 tháng 6 năm 2017). "2017 CMT Music Awards Winners List". The Boot. Truy cập ngày 7 tháng 6 năm 2017.
41. ↑  "Teen Choice Awards 2017 Winners: 'Wonder Woman', 'Beauty And The Beast', 'Riverdale' Top List, Miley Cyrus No-Show". ngày 13 tháng 8 năm 2017.
42. ↑  Weatherby, Taylor (ngày 4 tháng 9 năm 2017). "Keith Urban & Miranda Lambert Lead 2017 CMA Awards Nominees, Taylor Swift Earns First Nomination in Three Years". Truy cập ngày 4 tháng 9 năm 2017.
43. ↑  US Weekly Staff (ngày 19 tháng 11 năm 2017). "American Music Awards 2017: Complete List of Nominees and Winners". Us Weekly. Truy cập ngày 19 tháng 11 năm 2017.
44. ↑  USA Today Staff (ngày 28 tháng 1 năm 2018). "Grammy Awards 2018: The winners' list". USA Today. Truy cập ngày 28 tháng 1 năm 2018.
45. ↑  Stefano, Angela (ngày 15 tháng 4 năm 2018). "2018 ACM Awards Winners List". The Boot. Truy cập ngày 15 tháng 4 năm 2018.
46. ↑  Billboard Staff (ngày 17 tháng 4 năm 2018). "Billboard Music Awards 2018 Nominations: See the Full List". Billboard. Truy cập ngày 6 tháng 5 năm 2018.
47. ↑  "Maren Morris Is The First Country Artist To Play Saturday Night Live This Year". Bản gốc lưu trữ ngày 23 tháng 12 năm 2016. Truy cập ngày 15 tháng 2 năm 2017.